# Sobótka
Sobótka (udtale: So-boo-tka [sɔˈbutka], tysk: Zobten am Berge)  er en by  i  den sydlige centrale del af  Voivodskabet Nedre Schlesien i det sydvestlige Polen.  Byen  har 7.025(2021) indbyggere og et areal på 	32,20 km².  Den er en del af   powiatet (amt) Wrocław.
Sobótka ligger omkring 30 km sydvest for Wrocław på den nordlige skråning af bjerget Ślęża, en del af bjergkæden Centralsudeterne.

## Historie
Området har været bosat siden forhistorisk tid, som det fremgår af talrige arkæologiske genstande, og i det 2. århundrede f.Kr. var Ślężabjerget et religiøst sted for den keltiske Boii stamme, der markerede deres nordligste  bebyggelsesområde.
I 1128 etablerede den polske vojvode Piotr Włostowic et Augustiner kloster på Ślęża-bjerget, som senere blev flyttet til Wrocław, mens området forblev en ejendom af augustinerordenen. Bosættelsen blev første gang nævnt i en bulle fra 1148 udstedt af pave Eugene 3. som Sabath, navnet refererer sandsynligvis til et ugentlig lørdagsmarked (latin: sabbatum, polsk: sobota). Markedsrettighederne blev bekræftet af Schlesiske hertug Bolesław 1. den Høje i 1193. Hans søn hertug Henrik den Skæggede tildelte Sobótka byprivilegier baseret på Magdeburgrettigheder i 1221. Byens ligger  på den gamle romerske ravvej, og dens primære rolle var handel. Efter at den polske konge Kasimir 3. den Store gav afkald på sine rettigheder til Schlesien i 1348, overgik Sobótka, som en del af Hertugdømmet Świdnica, til sidst til bøhmiske krone i 1392. Kong Wenceslaus bekræftede Sobótkas byprivilegier i 1399. Byen blev igen købt af augustinerne i 1494.
Som en del af Habsburg-monarkiet blev byen ødelagt under Trediveårskrigen. Med det meste af Schlesien blev det annekteret af Kongeriget Preussen i 1742. Kong Frederik Vilhelm 3. sekulariserede endelig det augustinske område i 1810. Fra 1871 til I 1945 var det en del af Tyskland.